# Самотня стежка (фільм, 1936)
«Самотня стежка» (англ. The Lonely Trail) — вестерн 1936 року, з Джоном Вейном та Енн Разерфорд у головний ролях.

## Сюжет
Губернатор Техасу просить капітана Джона Ешлі допомогти розібратись з місцевими бандитами, незважаючи на той факт, що Джон воював за Північ у громадянську війну. Джон звертається за допомогою до Голдена, але виявляється, що Голден теж грабує місцевих жителів.

## У ролях
- Джон Вейн — капітан Джон Ешлі
- Енн Разерфорд — Вірджинія Террі
- Сай Кендолл — Бенедікт Голден
- Боб Кортман — капітан Гейс
- Фред «Сніжинка» Тунз — Сніжинка
- Сем Флінт — губернатор Техасу
- Денніс Мур — Дік Террі
- Джим Тоуні — Джек Келікатт
- Етта МакДеніел — Мамця
- Якіма Кенатт — Балл Горрелл
- Ллойд Інгрехам — Такер
- Джеймс Маркус — мер
- Боб Бернс — Джей Прутт
- Родні Гільдебранд — капітан кавалерії
- Юджин Джексон — танцівник
- Лейф МакКі — в'язень, якому вистрелили в спину (в титрах не вказано)